# Beatriz Irusta
Beatriz Irusta (Buenos Aires, Argentina; 1945 - Ibídem; 26 de octubre de 2016) fue una actriz de cine, teatro y televisión argentina

## Carrera
Irusta fue una respetada actriz de reparto dramática que tuvo lugar en la escena argentina en el teatro, donde desplegó su talento actoral en varios espectáculos de teatro independiente. También tuvo participaciones como asistente de dirección como lo fue en la obra Andar sin pensamiento de Jorge Huertas, encabezada por Mario Alarcón, Alejandra Colunga, Eliana Liuni y Guillermo Marcos.
En cine tuvo una participación en la película de 1988, Mamá querida, de Silvio Fischbein con Chela Ruiz, Víctor Laplace y Selva Alemán.
Tuvo un importante labor como dirigente de la Asociación Argentina de Actores durante cinco años. Entre los años 1991 y 1992 integró el órgano fiscalizador de la Asociación Argentina de Actores, bajo la presidencia de Juan Borrás. Durante 1992 y 1994 fue dirigente de la Secretaría de Interior junto a Ernesto Ciliberti y José Canseco. Entre 1994 y 1996 integró la Secretaría Mutual junto a Tincho Zabala, Roberto Moure y Miguel Ángel Martínez. 
La actriz Beatriz Irusta falleció el 26 de octubre de 2016 a los 70 años luego de una larga enfermedad. Sus restos descansan en el panteón de Actores del Cementerio de la Chacarita